# Darius Petrošius
Darius Petrošius (* 2. Juli 1975 in Milgaudžiai bei Gaurė, Rajongemeinde Tauragė) ist ein litauischer Politiker.

## Leben
Nach dem Abitur an der Mittelschule absolvierte er von 1993 bis 1998 das Masterstudium der Rechtswissenschaft an der Lietuvos teisės universitetas und promovierte in Sozialwissenschaften 2004 an der Mykolo Romerio universitetas.
Er arbeitete bei P. Petrošiaus įmonės „Rimtija“, UAB „Rimtijos prekybos centras“, UAB „Tauragiškių balsas“, UAB „Eglonta“ als Direktor und bei UAB „Baltijos realizacijos centras“ als Departamentsdirektor.
Von 2011 bis 2012 war er Mitglied im Rat von Tauragė. Seit 2012 ist er Mitglied im Seimas.
Er gehört der Lietuvos socialdemokratų partija an.
Sein Vater ist Pranas Petrošius (* 1951), Politiker, Bürgermeister von Tauragė. Darius Petrošius ist verheiratet und hat eine Tochter.